# Adrian Păun
Adrian Constantin Alexandru-Păun (* 1. April 1995 in Drăgășani, Kreis Vâlcea) ist ein rumänischer Fußballspieler.

## Karriere

### Verein
2013 wurde Adrian Păun Bestandteil der 1. Mannschaft des CFR Cluj. Am 14. März 2014 gab er sein Debüt in der Liga 1, als er für Denilson Gabionetta in der 64. Spielminute eingewechselt wurde. Das Spiel endete 2:2 gegen Corona Brașov.
Im September 2022 wurde er nach Israel an Hapoel Be’er Scheva verliehen. Nach der Leihe wechselte er dorthin, wurde aber schnell weiterverliehen. 2024 kehrte er nach Cluj zurück.

## Erfolge/Titel

### CFR Cluj
- Rumänischer Meister (4): 2018, 2019, 2020, 2021
- Rumänischer Pokalsieger: 2016
- Rumänischer Supercup-Sieger (2): 2018, 2020